# زندگی زندگی
زندگی زندگی (انگلیسی: Zindagi Zindagi) یک فیلم در ژانر عاشقانه به کارگردانی تاپان سینها است که در سال ۱۹۷۲ منتشر شد. از بازیگران آن می‌توان به وحیده رحمان، فریده جلال و آشوک کومار اشاره کرد.